# Мистер Олимпия 2005
Мистер Олимпия 2005 — самое значимое международное соревнование по культуризму, проводимое под эгидой Международной федерации бодибилдинга (англ. International Federation of Bodybuilding, IFBB). то — 85 тыс., за третье — 55 тыс. долларов.

## История соревнования
В 2005 году Ронни Колеман завоевал свой последний — восьмой титул и по количеству побед сравнялся с Ли Хэйни.
Это были первые соревнования Мистер Олимпия в которых каждый участник получил денежное вознаграждение.

## Результаты соревнований

### Таблица
- Место Участник № Вес Страна 1 2 3 Финал Всего Награда

- 1 Ронни Колеман 21 127 кг США 7 5 5 5 22 150 000
- 2 Джей Катлер 12 127 кг США 8 10 10 10 38 85 000
- 3 Густаво Бадель 16 116 кг Пуэрто-Рико 21 19 16 15 71 55 000
- 4 Гюнтер Шлиркамп 10 129 кг Германия 20 16 19 20 75 45 000
- 5 Виктор Мартинес 8 109 кг Доминикана 22 25 26 25 98 35 000
- 6 Деннис Джеймс 6 117 кг Германия 31 32 37 100 27 000
- 7 Мелвин Энтони 4 107 кг США 31 40 31 102 16 000
- 8 Бренч Уоррен 9 109 кг США 46 35 40 121 15 000
- 9 Даррем Чарльз 18 107 кг Тринидад 40 50 46 136 14 000
- 10 Мустафа Мохаммед 20 113 кг Иордания 57 50 48 155 12 000
- 11 Джонни Джексон 11 107 кг США 59 51 52 162 2 000
- 12 Джордж Фарах 5 98 кг США 60 61 61 182 2 000
- 13 Крис Кормье 14 113 кг США 51 73 67 191 2 000
- 14 Дэвид Хенри 1 92 кг США 71 64 66 201 2 000
- 15 Маркус Рюль 2 129 кг Германия 69 75 68 212 2 000
- 16 Крис Дим 3 Камбоджа 77 78 155 2 000
- 17 Крейг Ричардсон 7 США 79 80 159 2 000
- 17 Ронни Рокель 15 Германия 80 79 159 2 000
- 19 Куинси Тейлор 17 США 80 80 160 2 000
- 19 Александр Федоров 19 Россия 80 80 160 2 000
- 19 Майк Шеридан 13 США 80 80 160 2 000

- Место Участник Страна 1 2 3 Всего

- 1 Дэвид Хенри США 5 5 5 15
- 2 Брайан Чемберлен США 11 10 14 35
- 3 Эдди Эббье Англия 19 19 25 63
- 4 Френк Роберсон США 24 22 18 64
- 5 Расти Джефферс США 25 24 24 73
- 6 Армин Шольц Германия 27 26 28 81
- 7 Люк Вуд США 28 34 35 97
- 8 Грег Рандо США 35 36 36 107
- 9 Майк Моррис США 45 45 45 135